# Ruža hrvatska
Ruža hrvatska (hrvaško Hrvaška roža), izvorno ... Mojoj majci (... Moji materi) je ena najznačilnejših in najprodornejših pesmi zagrebške rokovske skupine Prljavo kazalište. Skladba je bila prvič objavljena leta 1988 na albumu Zaustavite Zemlju. Leta 1989 je doživela ponovno objavo kot A stran singla ... Mojoj majci/Marina, ki še vedno velja za najbolje prodajani singel katerekoli rock zasedbe na hrvaških tleh. Pesem je v originalu zapel glavni vokalist skupine Mladen Bodalec.
Čeprav je vodja zasedbe Jasenko Houra pesem napisal v spomin preminuli materi, je že kmalu po izidu dobila povsem drugačno konotacijo. Zaradi verza "zaspala je zadnja ruža hrvatska" je skladba postala moderna budnica hrvaške narodne zavesti in simbol hrvaškega domoljubja v razpadajoči Jugoslaviji.

## Zgodovina

### Koncert na Trgu republike 1989
Leto 1989 je predstavljalo pomembno prelomnico v evropski zgodovini. V zelo kratkem obdobju 10 mesecev je bila simbolno končana 44-letna delitev stare celine na vzhod in zahod. Večina držav vzhodnega bloka je doživela razmeroma mirno politično tranzicijo iz komunističnega režima v demokratično ureditev. Ponovno združitev Evrope simbolizira padec Berlinskega zidu, ki je 9. novembra posredno napovedal ustanovitev Zvezne republike Nemčije.
Med pomembnejše dogodke tega obdobja spada tudi koncert zasedbe Prljavo kazalište z naslovom Voljenom gradu, ki je na zagrebškem Trgu republike (danes Trg bana Josipa Jelačića) združil več kot 300.000 ljudi. Večina obiskovalcev je že od zgodnjega popoldneva čakala na izvedbo pesmi Mojoj majci. Ob izvedbi so množico prevela čustva, prižgale so se številne bakle, vsi obiskovalci so prepevali skupaj s skupino na odru. Ker je šlo še vedno za čas, ko je bilo javno izražanje hrvaške narodne zavesti nesprejemljivo, so ljudje nastop razumeli kot priložnost, da izrazijo dolga leta potlačena čustva ljubezni do svoje domovine. Oblast je koncert razumela kot veliko nevarnost za stabilnost skupne države, kar potrjujejo tudi zapisi o odzivu narodne milice, ki je pred izvedbo pesmi želela izklopiti električno energijo.

### Moderna hrvaška budnica
Po koncertu je pesem postala ena številnih narodnih budnic, ob spremljavi katerih se je Hrvaška borila za neodvisnost.

## Besedilo
U njenu sobu uđem tiho,
Tiho baš, na prstima,
Bojim se, da ne zalupim glasno vratima,
Zaspala je zadnja ruža hrvatska.
I tek sad kad te nema,
Tko će jutrom da me budi,
I tek sad kad te nema,
Dobro znam, ti si bila
Zadnja ruža hrvatska.
Ružo, moja ružice,
Sve sam suze isplak’o
Noću zbog tebe,
Ružo, moja ružice,
Sve sam suze isplak’o.
I kako sad polako sam,
Protiv tuge i oluje,
Kad smo bili kao prsta dva,
Prsta dva jedne ruke.